# 仁藤拓馬
仁藤 拓馬（にとう たくま、1988年7月13日 - ）は、静岡県島田市出身の元プロ野球選手（投手）で、現在はオリックス・バファローズの球団職員。

## 経歴

### プロ入り前
小学校3年時に、少年野球チームの「島田イースタン」で軟式野球を始めた。当初は内野手だったが、5年時から投手に転向すると、6年時に静岡県大会で準優勝を経験。島田市立島田第二中学校への進学後は、校内の軟式野球部で投手と遊撃手を務めた。
静岡県立島田商業高校への進学後に硬式野球部へ入部すると、3年時の春季県大会でチームの初優勝に貢献。地区予選から68回1/3を投げ抜くとともに、オーバースローから投げ込む最速145km/hのストレートで73奪三振を記録した。春夏を通じて甲子園球場の全国大会と無縁であったが、2006年のNPB高校生ドラフト会議で、オリックス・バファローズから4巡目で指名。契約金3,500万円、年俸500万円（金額は推定）という条件で入団した。背番号は68。

### プロ入り後
高校時代から右肘を痛めていたため、2007年の入団直後にトミー・ジョン手術を受けた。この年は一・二軍とも公式戦へ登板せず、患部のリハビリを優先するかたわら、二軍（サーパス）の主催公式戦で他の投手の投球チャートを作成していた。
2008年には、前述した手術の影響で、投球フォームをオーバースローからサイドスローに変更。これを機に、シュートの投げ方を習得した。サーパスでは、主に中継ぎでウエスタン・リーグ公式戦17試合に登板。防御率3.77ながら2勝を挙げたほか、奪三振数（29）が投球回（28回2/3）をわずかに上回った。8月24日には初めての出場選手登録を果たしたものの、一軍公式戦への登板機会がないまま、短期間で登録を抹消されている。
2009年には、春季キャンプのスタートこそ二軍で迎えたものの、キャンプ中の紅白戦から一軍に昇格。テクニカルコーチとして一軍に帯同していた野茂英雄テクニカルアドバイザーからの高い評価を背景に、オープン戦以降も一軍への帯同を続けた末に、開幕一軍入りを果たした。しかし、開幕の直前に体調を崩したため、病院で診察を受けたところ過敏性腸症候群と診断。実際には4月7日の対埼玉西武ライオンズ戦（西武ドーム）にリリーフで登板しただけで、二軍への降格を余儀なくされた。降格後も過敏性腸症候群の影響で投球へ支障を来していたため、翌2010年10月30日に戦力外通告を受けたことを機に現役を引退。

### 現役引退後
2011年以降も球団職員としてオリックスに在籍。2011年から先乗りスコアラー、2014年にマネージャーを務めた。2015年以降は、チーム付の広報を経て、事業企画部宣伝グループに所属。球団がSNS上に開設している公式アカウント向けの画像や動画の撮影などを担当している。

## 選手としての特徴
140km/h前後のストレートと、スライダー・シンカー・シュートといった多彩な変化球を投げ分けていた。オリックスへの入団直後まではオーバースローで投げていたが、トミー・ジョン手術からのリハビリを経て、2年目からサイドスローへ転向。投球時に身体が横の方向へ回転することを見抜いた酒井勉二軍投手コーチ（当時）からの提案による転向で、クロスステップで投げていたことを生かすべく、右打者の胸元に食い込むシュートの投げ方も習得した。

## 人物
母校の島田商業高校は県内有数の商業高校で、自身も全商簿記検定1級などの資格を取得している。
サーパス時代の2008年4月26日にシート打撃で清原和博の打撃投手を務めたところ、仁藤が使っていた白い手袋に、清原が「仁藤へ 頑張れよ ナイスボール 清原和博」というメッセージを書き込んだ。仁藤は今でもこの手袋を宝物にして励みにしている。
2009年に過敏性腸症候群と診断されてからは、1日に何回もトイレへ行ったり、1ヶ月の間に体重がおよそ10kg落ちたりするなどの体調不良に悩まされた。その影響は投球フォームの迷いにもつながるほど深刻で、現役を引退した後には、「身体が思い通りに動かず、誰かに操縦されているようだった」と述懐している。

## 詳細情報

### 年度別投手成績
| 年 度     | 球 団      | 登 板 | 先 発 | 完 投 | 完 封 | 無 四 球 | 勝 利 | 敗 戦 | セ 丨 ブ | ホ 丨 ル ド | 勝 率 | 打 者 | 投 球 回 | 被 安 打 | 被 本 塁 打 | 与 四 球 | 敬 遠 | 与 死 球 | 奪 三 振 | 暴 投 | ボ 丨 ク | 失 点 | 自 責 点 | 防 御 率 | W H I P |
| --------- | ---------- | ----- | ----- | ----- | ----- | -------- | ----- | ----- | -------- | ----------- | ----- | ----- | -------- | -------- | ----------- | -------- | ----- | -------- | -------- | ----- | -------- | ----- | -------- | -------- | ------- |
| 2009      | オリックス | 1     | 0     | 0     | 0     | 0        | 0     | 0     | 0        | 0           | ----  | 6     | 1.0      | 3        | 0           | 0        | 0     | 0        | 0        | 0     | 0        | 2     | 2        | 18.00    | 3.00    |
| 通算：1年 | 通算：1年  | 1     | 0     | 0     | 0     | 0        | 0     | 0     | 0        | 0           | ----  | 6     | 1.0      | 3        | 0           | 0        | 0     | 0        | 0        | 0     | 0        | 2     | 2        | 18.00    | 3.00    |

### 記録
- 初登板：2009年4月7日、対埼玉西武ライオンズ1回戦（西武ドーム）、8回裏に4番手で救援登板・完了、1回2失点

### 背番号
- 68 （2007年 - 2010年）